# The Sea of Memories
The Sea of Memories är Pallers debutalbum, utgivet 2011 på skivbolaget Labrador. Skivan utgavs både på CD och vinyl.

## Låtlista
Alla låtar är skrivna av Pallers.
1. "Another Heaven" - 4:28
2. "Humdrum" - 4:45
3. "Come Rain, Come Sunshine" - 4:00
4. "Tropical Fishbowl" - 0:53
5. "Years Go, Days Pass" - 4:07
6. "The Kiss" - 5:38
7. "Sound of Silence" - 2:14
8. "Wired" - 3:51
9. "Wicked" - 3:41
10. "Nights" - 6:55

## Personal
- Andreas Tilliander - mastering
- Elise Zalbo - sång (spår 10)
- Henrik Mårtensson - medverkande musiker, formgivning, fotografi, producent
- Johan Angergård - medverkande musiker, producent
- Karolina Komstedt - bakgrundssång (spår 3)
- Lukas Möllersten - formgivning

## Mottagande
Skivan snittar på 3,6/5 på Kritiker.se, baserat på fjorton recensioner.

### Fotnoter
1. ↑  ”The Sea of Memories”. Discogs.com. http://www.discogs.com/Pallers-Humdrum-EP/master/140361. Läst 18 december 2011.
2. ↑  ”The Sea of Memories”. Kritiker.se. http://kritiker.se/skivor/recension/?skiva=Pallers__-__The_Sea_Of_Memories. Läst 18 december 2011.